# Froodit
Froodit ist ein selten vorkommendes Mineral aus der Mineralklasse der „Sulfide und Sulfosalze“ mit der chemischen Zusammensetzung PdBi2 und damit chemisch gesehen ein Palladium-Bismutid.
Froodit kristallisiert im monoklinen Kristallsystem und findet sich meist in Form flacher, bis zu 4 mm großer, aufgeblätterter Fragmente und abgerundeter Körner. Das Mineral ist in jeder Form undurchsichtig (opak) und zeigt auf den Oberflächen der grauen, im Auflicht auch cremeweißen Körner einen metallischen Glanz. Auf der Strichtafel hinterlässt Froodit allerdings einen schwarzen Strich.

## Etymologie und Geschichte
Erstmals entdeckt wurde Froodit zusammen mit Michenerit in der Frood Mine bei McKim (Township) (heute Greater Sudbury) im Sudbury-Becken in der kanadischen Provinz Ontario.
Analysiert und erstmals beschrieben wurde Froodit 1958 von James Edwin Hawley und Leonard Gascoigne Berry, die das Mineral nach dessen Typlokalität benannten.
Das Typmaterial des Minerals wird im Geological Survey of Canada (GsC) in Ottawa unter der Katalog-Nr. 12138 und im Royal Ontario Museum (ROM) unter den Katalog-Nr. M29438 (Probe von unter 1 mg) und M31189 (polierter Abschnitt) aufbewahrt.

## Klassifikation
Bereits in der veralteten 8. Auflage der Mineralsystematik nach Strunz gehörte der Froodit zur Mineralklasse der „Sulfide und Sulfosalze“ und dort zur Abteilung der „Sulfide mit [dem Stoffmengenverhältnis] M : S < 1 : 1“ (M : S = 1 : 2), wo er zusammen mit Pararammelsbergit (Para-Rammelsbergit) im Anhang der „Löllingit-Reihe“ mit der System-Nr. II/C.08 und den Hauptmitgliedern Löllingit, Rammelsbergit und Safflorit eingeordnet wurde.
Im Lapis-Mineralienverzeichnis nach Stefan Weiß, das sich aus Rücksicht auf private Sammler und institutionelle Sammlungen noch nach dieser alten Form der Systematik von Karl Hugo Strunz richtet, erhielt das Mineral die System- und Mineral-Nr. II/D.21-10. In der „Lapis-Systematik“ entspricht dies der Abteilung „Sulfide mit [dem Stoffmengenverhältnis] Metall : S,Se,Te< 1 : 1“, wo Froodit zusammen mit Borishanskiit und Urvantsevit eine eigenständige, aber unbenannte Gruppe bildet (Stand 2018).
Die seit 2001 gültige und von der International Mineralogical Association (IMA) bis 2009 aktualisierte 9. Auflage der Strunz’schen Mineralsystematik ordnet den Froodit ebenfalls in die Klasse der „Sulfide und Sulfosalze“, dort allerdings in die Abteilung der „Legierungen und legierungsartige Verbindungen“ ein. Diese ist zudem weiter unterteilt nach den in der Verbindung vorherrschenden Metallen, so dass das Mineral entsprechend seiner Zusammensetzung in der Unterabteilung „Legierungen von Halbmetallen mit Platin-Gruppen-Elementen (PGE)“ zu finden ist, wo es als einziges Mitglied die unbenannte Gruppe 2.AC.45a bildet.
Auch die vorwiegend im englischen Sprachraum gebräuchliche Systematik der Minerale nach Dana ordnet den Froodit in die Klasse der „Sulfide und Sulfosalze“ und dort in die Abteilung der „Sulfidminerale“ ein. Hier ist er zusammen mit Urvantsevit und Verbeekit in der unbenannten Gruppe 02.12.15 innerhalb der Unterabteilung „Sulfide – einschließlich Seleniden und Telluriden – mit der Zusammensetzung AmBnXp, mit (m+n) : p = 1 : 2“ zu finden.

## Kristallstruktur
Froodit kristallisiert im monoklinen Kristallsystem in der Raumgruppe C2/m (Raumgruppen-Nr. 12) mit den Gitterparametern a = 12,74 Å; b = 4,29 Å, c = 5,71 Å und β = 102°,27' sowie vier Formeleinheiten pro Elementarzelle.

## Bildung und Fundorte
Froodit bildet sich in arsen- blei- und kupferreichen Erzen sowie in palladium- und platinhaltigen ultramafischen Intrusionen, wo er unter anderem vergesellschaftet mit Chalkopyrit, Cubanit, Pyrit, Pentlandit, Altait, Hessit, Galenit, Bismut, Pyrrhotin, Tsumoit, Parkerit, Sudburyit, Michenerit, Sperrylit, Insizwait, Niggliit, Cabriit und Mooihoekit auftritt.
Als seltene Mineralbildung konnte Froodit nur an wenigen Orten nachgewiesen werden, wobei weltweit bisher rund 70 Fundstellen dokumentiert sind. Außer an seiner Typlokalität trat das Mineral in Kanada noch an vielen Stellen im Sudbury District wie unter anderem der Vermilion Mine. Weitere Funde kennt man aus Hope (British Columbia), den Nickelgürtel Thompson in Manitoba, dem Kings County (New Brunswick), der Voisey´s Bay in Neufundland und Labrador, der Kivalliq Region (Nunavut) und dem Goldfields District in Saskatchewan.
Der bisher einzige bekannte Fundort in Deutschland ist ein unbenannter Steinbruch bei Neustadt in Sachsen und in der Schweiz wurde Froodit ebenfalls nur einmal bei einer von der NAGRA durchgeführten Bohrung nahe Kaisten im Kanton Aargau entdeckt.
Weitere Fundorte liegen unter anderem in Ägypten, im brasilianischen Bundesstaat Bahia, in Jinchuan in der chinesischen Provinz Gansu, Havlíčkův Brod in Tschechien, Nivala in Finnland, Kasachstan, Norilsk und weiteren Fundorten in Russland, Insizwa und Rustenburg in Südafrika, Newton Stewart in Schottland und Goodnews Bay im US-Bundesstaat Alaska.